# Рахімов Стахан Мамаджанович
Стахан Мамаджанович Рахімов (рос. Стахан Мамаджанович Рахимов; нар. 17 грудня 1937, Андижан, Узбецька РСР — пом. 12 березня 2021, Москва, Росія) — радянський і російський естрадний співак, народний артист РФ (2002).

## Життєпис

### Ранні роки
Стахан Рахімов народився 17 грудня 1937 року в Андижані. За національністю — узбек. Його мати, в майбутньому відома співачка, народна артистка Узбецької РСР Шаходат Рахімова (1919-1979) походила з багатої сім'ї. Однак, коли прийшов час виходити заміж, вона втекла в театр, про який мріяла все життя.
Перші публічні виступи Стахана Рахімова розпочалися, коли йому було всього три роки. Няня помітила, що хлопчик весь час щось наспівує: то материнські узбецькі мелодії, то нянькині російські, то якісь свої, й почала брати його з собою в магазини, на ринок, в перукарню. Дитина «виступала», отримувала нагороди й перші заслужені оплески. А в п'ять років Стахан вийшов на справжню сцену. Його мати була тоді солісткою Ташкентського музичного театру драми, де грала усі провідні ролі. Хлопчик в повному розумінні слова ріс за лаштунками, а коли в одній з вистав героїню «вбивали», він з криком «мама!» кинувся на сцену. Успіх його в цей вечір був величезним. Коли Шаходат послали до московської консерваторії на підвищення кваліфікації, вона взяла Стахан з собою. Тут він закінчив школу і став студентом Московського енергетичного інституту.

### Дует
У 1960 році, беручи участь в фіналі конкурсу вузівської самодіяльності, Стахан зустрів своє кохання — Аллу Йошпе. В обох акторів на той час вже були сім'ї (у Стахана — дружина Наталя й дочка Лола, в Алли — чоловік Володимир і дочка Тетяна), проте вони відразу зрозуміли:
|  | Ми не можемо не співати разом. Ми не можемо не жити разом. Це виключено…! |

У 1963 році пара дуетом вийшла на професіональну естрадну сцену, де їм незмінно сприяв успіх.
Ці імена знала вся країна, їх концерти проходили не тільки в Радянському Союзі, а й в зарубіжних країнах, без легендарного дуету не обходився жоден кремлівський концерт.

### Заборони
У 1970-их роках раптово погіршилося здоров'я Алли Яківни, зроблені операції не допомагали. А в Міністерстві охорони здоров'я їм відмовили в поїздці за кордон для надання медичної допомоги, й тоді 1979 року пара зважилася подати документи на виїзд до Ізраїлю.

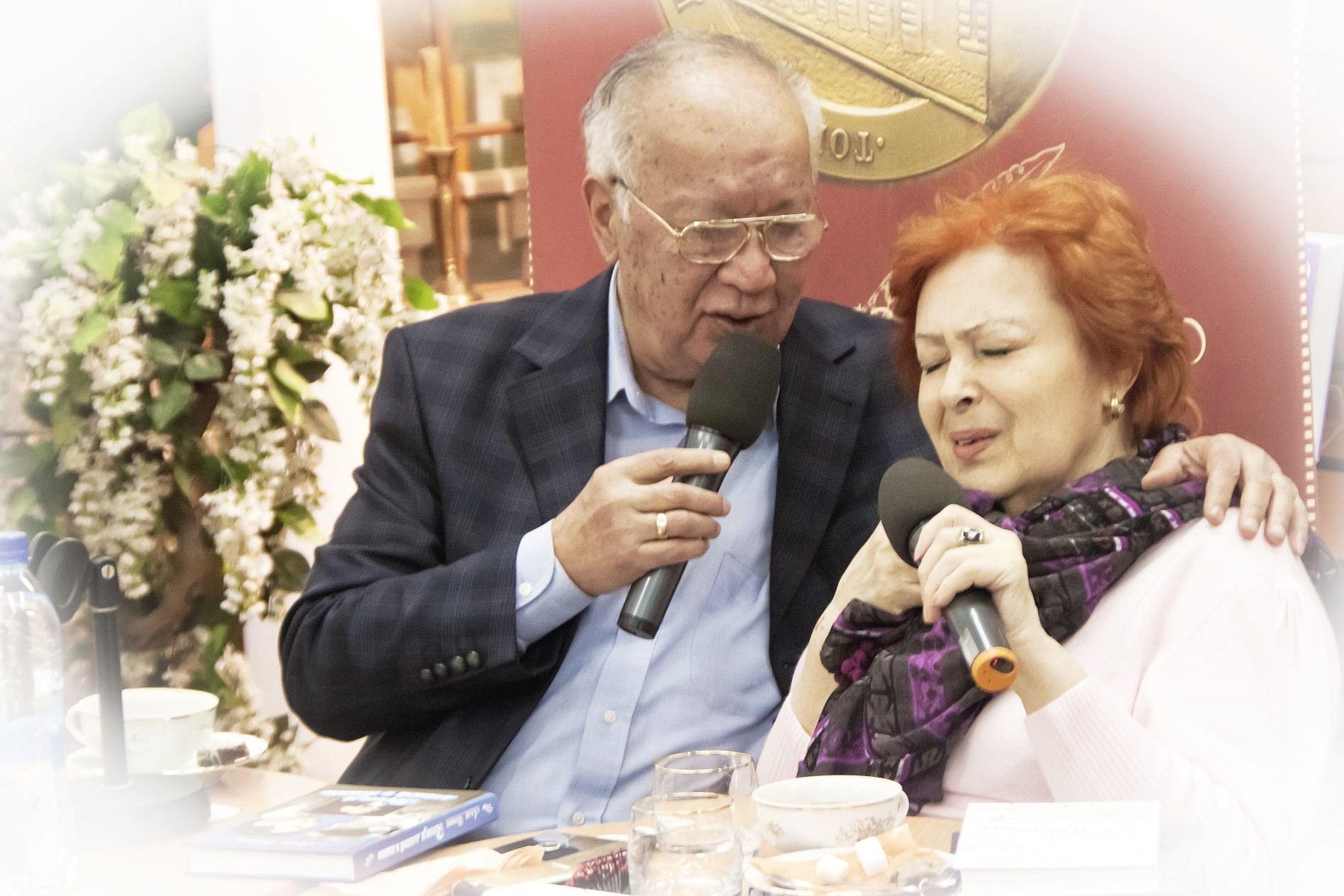
Співають Стахан Рахімов та Алла Йошпе

Реакція влади не забарилася: Аллу й Стахана не лише не випустили з країни, але й заборонили виступати на сцені. Всі їх записи на радіо й телебаченні розмагнітили. Наступне десятиліття Рахімов та Йошпе провели майже під домашнім арештом. Їм погрожували, постійно викликали на Луб'янку, виключили з інституту їх доньку. В один із днів Алла й Стахан написали сто листів у всі столичні видання: «Ми не поїхали, ми живі, ми тут. Нам не дають працювати ... ». Часто з телефонів-автоматів акторам дзвонили незнайомі люди й говорили: «Хлопці, ми з вами, тримайтеся!». А знайомі — приходили в гості, приносили частування: торти, цукерки, салати, й, звичайно, просили заспівати.
І незабаром по Москві поширилися чутки: Йошпе та Рахімов влаштовують домашні концерти. Дійсно, щосуботи в їх будинку почали збиратися люди. Свій «домашній театр» вони назвали «Музика у відмові».

### Зняття заборон
В кінці 1980-их років завісу мовчання почали привідкривати. Аллі й Стахану дозволили співати спочатку в маленьких райцентрах, а потім і на головних естрадах країни.
Надалі Аллу Йошпе й Стахана Рахімова можна було побачити на телебаченні й радіо, на концертних майданчиках Росії та зарубіжжя.

### Визнання
У 2002 році А. Я. Йошпе та С. М. Рахімов стали Народними артистами Росії.
У 2004 році в Москві в ДЦКЗ «Росія» відбувся концерт «Пісня довжиною в життя», присвячений 40-річчю творчого дуету. Запис концерту продемонстрували по телеканалу ТВ Центр.
У 2008 році один з випусків авторської програми Олега Нестерова «По хвилі моєї пам'яті» (Канал «Час» - Перший канал. Всесвітня мережа) був присвячений Аллі Йошпе та Стахану Рахімову.

### Смерть
Стахан Рахімов помер на 84-му році життя 12 березня 2021 року в Москві, на півтора місяця переживши свою дружину Аллу Йошпе (13.06.1937 — 30.01.2021). Причиною смерті стали проблеми з нирками і серцем. Церемонія прощання зі співаком пройшла 16 березня в Центральній клінічній лікарні. Похований на Востряковському кладовищі.

## Звання та нагороди
- Заслужений артист Російської Федерації (1995).
- Народний артист Російської Федерації (2002)[1].
- Орден Дружби (2008)[8].
- Орден «Дружби» (2010, Узбекистан)[9].